# Herbert Morote
Herbert Morote Rebolledo (Pimentel, Lambayeque, 31 de marzo de 1935) es un profesor, escritor, ensayista, dramaturgo y director de teatro peruano. Fue director gerente de los laboratorios Merck Sharp & Dohme, en Perú y en México, y también presidente de Becton, Dickinson & Company, en Estados Unidos. Durante sus años previos a su carrera en el mundo de la industria farmacéutica, fue profesor fundador en la Universidad de Lima. A los 55 años se retiró y comenzó una vida en el ámbito de la literatura y la dramaturgia. Entre sus obras se encuentran los libros de ensayo "Todos contra la verdad", "Bolívar, libertador y enemigo número 1 del Perú", "Pero, ¿Tiene el Perú Salvación?", "Requiém por Perú mi patria", "El Militarismo en el Perú", "Sobre la tumba de Vallejo", "Vargas Llosa, tal cual" (Premio Kutxa de ensayo Ciudad de Irún), y también de las obras de teatro: "El guía del Hermitage" (Premio de Teatro Ciudad de San Sebastián), "Los Ayacuchos" y "Olivia y Eugenio".

## Reseña biográfica
Herbert Morote Rebolledo nació en el Puerto de Pimentel el 31 de marzo de 1935. Su padre, David Morote Quintanilla, era ayacuchano y perteneció a la primera promoción de la Guardia Civil del Perú formada por la Misión Española invitada con ese fin por el presidente Augusto B. Leguía. Fue el cuarto de cinco hermanos: Nérida, Helga, Donald y Martha. Dada la profesión del padre, la familia vivió en muchas ciudades del Perú estableciéndose finalmente en Lima. Morote Rebolledo estudió en el Colegio La Salle y después en el Colegio Militar Leoncio Prado. Más tarde entró a la Universidad Nacional Mayor de San Marcos donde se doctoró en Ciencias Económicas. También obtuvo el postgrado en administración de negocios en la Universidad de Indiana Bloomington, Estados Unidos. En su primer matrimonio con Josefa Alves Milho tuvo 4 hijos, David, fallecido a los 24 años en un accidente de automóvil, Patricia, María del Carmen y Rafael. En 1978 se casó con Elisabeth Ekström, de nacionalidad sueca, graduada de la Universidad de Columbia, EE. UU., con quien comparte aficiones culturales y lingüistas. No tienen hijos.

## Biblioteca Virtual del Genocidio en Ayacucho
La Biblioteca Virtual del Genocidio en Ayacucho es una web creada en 2009 para mantener la memoria histórica de lo ocurrido en el Perú entre los años 1980 y 2000, en el marco del conflicto armado interno que vivió el país, principalmente en la región andina de Ayacucho. Durante estas dos décadas fueron asesinadas 70,000 personas en todo el territorio peruano, en su mayor parte indígenas quechua hablantes, campesinos pobres y desarmados, por la acción terrorista de Sendero Luminoso y el MRTA, pero también por elementos de las Fuerzas Armadas y de la Policía. Además de esas masacres miles de indígenas fueron torturados, sus mujeres violadas y gran parte de la población forzada a dejar sus tierras. Esta biblioteca virtual pone a disposición de todos los interesados, más de 500 libros, y otro tanto de artículos, fotografías, vídeos y películas que se puede ver gratuitamente. Herbert Morote es el fundador de esta biblioteca cuyo muestrario documental será finalmente trasladado a la Biblioteca Nacional del Perú para su custodia.

### Ensayo
- Réquiem por Perú, mi patria (1992). Versión aumentada (2006).
- Vargas Llosa, tal cual (1998). Versión aumentada (2012).
- El militarismo en el Perú (2003)
- Pero... ¿Tiene el Perú Salvación? (2006).
- Bolívar: Libertador y Enemigo N°1 del Perú (2009).
- Todos contra la verdad (2014).

### Novela
- Los Ayacuchos: Editorial Epígrafe (1991)
- Suerte para todos: Editorial Seix Barral (1994)

### Teatro
- Los Ayacuchos (1991)
- El guía del Hermitage (2003)
- Olivia y Eugenio (2009)
- La visita de Bolívar (2018)